# Prepusa montana
Prepusa montana är en gentianaväxtart som beskrevs av Carl Friedrich Philipp von Martius. Prepusa montana ingår i släktet Prepusa och familjen gentianaväxter. Inga underarter finns listade i Catalogue of Life.